# Rat preko posrednika
Zastupnički rat, zamjenski ratili rat preko posrednika jest pojam koji se rabi za oružani sukob koga njegovi neposredni sudionici, odnosno zaraćene strane vode za račun, odnosno uz logističku, propagandnu, obavještajnu ili drugu pomoć trećih strana, odnosno država koje u njemu neposredno ne sudjeluju. 
Ratovi preko posrednika su fenomen koji datira još od starog vijeka, a čija je karakteristika obično bila ta da su velike države, odnosno carstva koje su došle u sukob oko nekog područja ili ekonomskih interesa, a iz ekonomskih ili političkih razloga nastojali izbjeći otvorena neprijateljstva, tukle su se preko posrednika, služeći se vazalnim, tributarnim i klijentskim državama, odnosno međusobno suprotstavljene frakcije, klanove, dinastije ili političke stranke unutar jedne države. Taj je fenomen postao posebno vidljiv u vrijeme hladnog rata u Trećem svijetu kada su SAD i SSSR, najčešće na ideološkoj bazi, ali nekada i na osnovi raznih "pragmatičnih" kriterija oružjem, opremom, vojnim savjetnicima i na druge načine pomagale međusobno suprotsavljene države, odnosno zaraćene strane u građanskim ratovima (Mozambik, Korejski rat i dr.).
Nakon završetka hladnog rata, odnosno u današnjem svijetu, najvažnijim primjerima rata preko posrednika se smatraju Građanski rat u Siriji gdje sirijske pobunjenike podržava blok koji čine SAD, EU, Turska, Saudijska Arabija i Katar, dok režim predsjednika Bašara al-Asada podupiru Rusija i Iran. Ratom preko posrednika također se smatra i Rat u istočnoj Ukrajini gdje prozapadnu i proeuropsku vladu podržavaju SAD i EU, dok proruske separatiste u Donbasu podupire Rusija.

## Velikosrpska agresija
Tijekom velikosrpske agresije Srbija je organizirala dvije srpske vojske: jednu u Hrvatskoj i drugu u BiH. Razlog je bio da formalno nije Srbija ratovala u Hrvatskoj ili BiH. Iako ih je Srbija 
- opremila,
- slala časnike i mobilizirane vojnike,
- organizirala formacije i kampove za obuku,
- slala popunu u opremi i ljudima i
- sve to financirala preko posebnih “kadrovskih centara” u Beogradu nazivala je te postrojbe ili “lokalni Srbi.

Čak je i JNA formalno bila samo neutralna “tampon zona”, iako je u stvari osiguravala osvojeno. 
Četnici, dobrovoljci, razne “paravojne formacije” kao primjerice „kninđe“,“Arkanovci“ “Vukovi s Vučjaka”, “Crvene beretke”i dr. Bez Srbije Srbi u Hrvatskoj i u Bosni i Hercegovini ne bi bili sposobni za koordinirane operacije velikih razmjera. Srbija je dobro pazila da formalno ostane izvan rata: stvaranje Velike Srbije bilo je predviđeno nakon rata, nakon što se provede etničko čišćenje i tako unaprijed osiguraju rezultati nekog novog referenduma.